# فایسلر فای ۱۵۸
فایسلر فای ۱۵۸ (به انگلیسی: Fieseler_Fi_158) یک هواگرد ملخ‌پیشین تک‌موتوره از نوع شناسایی ساخت شرکت Fieseler Flugzeugbau Kassel است. هواگرد فایسلر فای ۱۵۸ نخستین پروازش را در ۹ مارس ۱۹۳۸ میلادی انجام داد. در مجموع، تعداد ۱ فروند از این هواگرد ساخته شده‌است.